# 1180 км (платформа)
Платформа 1180 км — пасажирський залізничний зупинний пункт Запорізької дирекції Придніпровської залізниці на електрифікованій лінії Запоріжжя I — Федорівка між станціями Пришиб (5 км) та Плодородна (5 км). Розташований за 0,5 км від села Смиренівка та 1 км від села Розівка Василівського району Запорізької області.

## Пасажирське сполучення
З початку повномасштабного російського вторгнення в Україну (з 2022) рух приміських поїздів Мелітопольського напрямку тимчасово припинений. На зупинному пункті Платформа 1180 км зупинялися приміські електропоїзди Мелітопольського напрямку. 